# 小東路
小東路為臺南市重要的東西向主要道路之一，全線屬市道180號之一部份。西起臺南公園與北門路口，向南即為台南車站，東接永康區復興路，直達大灣交流道，全長約2.8公里，路寬40公尺，臺南市道路編號20。

## 歷史
前身為臺灣府城小東門通往網寮、大灣的道路。
日治時期時，由於步兵第二聯隊、高等工業學校（今皆屬國立成功大學校地）的興建，頒訂的臺南市都市計畫一等一號道路中，將小東門附近的路線稍稍北移至今址，舊路基一部分成為成大校內道路。
小東路的名稱在戰後才出現，得名自臺灣府城小東門。小東路現為臺南市中心主要東西向道路之一，為東區及永康區（四分子、網寮、大灣）以及新化區要道。
1966年時，公路總局設立縣道180甲線，其中臺南市段即經過小東路。1976年省縣道調整，將原縣道180號改為台20線，原縣道180甲線改為縣道180號。
2010年縣市合併升格後，於2013年改制為市道180號。

## 路段

### 大灣交流道
小東路進入永康區後路寬縮減為30公尺、命名為復興路，而復興路經國道一號處有一立體交叉，即大灣交流道。

### 行政區域
莊敬路口以西路段為臺南市東區與北區行政區交界、以東為東區與永康區交界。

## 沿途設施
- 臺南公園
- 小東地下道（台鐵縱貫線）

前鋒路（往永康區、國定古蹟臺南車站後站）
- 台南市公共自行車-YouBike2.0小東前鋒
- 國立成功大學
  - 光復校區（文化資產：臺灣府城城垣殘蹟、小東門、小西門）
  - 力行校區（文化資產：原日軍臺南衛戍病院）
  - 成杏校區（成大醫院、醫學院、台南市公共自行車-YouBike2.0成大醫院(小東路)）
  - 敬業校區（教職員宿舍區）
  - 自強校區

林森路二、三段
- 小東公園
- 台南市公共自行車-YouBike2.0小東公園
- 臺南市政府社會局無障礙福利之家
- 小東市場
- 台南市公共自行車-YouBike2.0小東東興
- 台南第三信用合作社小東分社
- 東興陸橋
- 台南市公共自行車-YouBike2.0小東捐血室
- 良美金三角大樓
  - 日盛金控永康分公司
  - 國泰世華銀行成功分行
- 彰化銀行中華分行
- 平實營區市地重劃區
- 平實公園
- 台南市公共自行車-YouBike2.0平實公園
- 中華郵政永康網寮郵局
- 元大商業銀行永康分行
- 元大證券南永康分公司
- 台灣銀行永康分行
- 憲兵指揮部臺南憲兵隊
- 台南市公共自行車-YouBike2.0憲兵指揮部-臺南憲兵隊
- 上海商業儲蓄銀行永康分行
- 臺南市網寮北營區基地都市更新
  - 退輔會臺南榮譽國民之家（原陸軍網寮北營區）
- 高雄榮民總醫院臺南分院

裕永路／忠孝路
（繼續銜接復興路）

## 本路段客運
- 市區公車[3]

| 編號 | 路線                                                            | 本路段公車站                       |
| ---- | --------------------------------------------------------------- | ---------------------------------- |
| 0左  | 臺南火車站（北站）－臺南火車站（北站） （逆時針循環線）         | 小東路                             |
| 0右  | 臺南火車站（南站）－臺南火車站（南站） （順時針循環線）         | 小東路                             |
| 2    | 崑山科技大學－安平／三鯤鯓／四草                                | 榮民醫院－小東路                   |
| 5    | 和順轉運站－市立醫院／大甲里                                    | 成功大學（去程） 小東路            |
| 6    | 統聯客運永康站／仁德轉運站－龍崗國小                            | 成功大學－小東路                   |
| 19   | 臺南海事／原住民文化會館－大灣高中                              | 小東路－高雄榮總臺南分院（小東路） |
| 20   | 仁德轉運站－安南醫院                                            | 高雄榮總臺南分院（小東路）         |
| 70左 | 永華市政中心（府前路）－永華市政中心（府前路） （逆時針循環線） | 小東路－成大醫院（小東路）         |
| 70右 | 永華市政中心（府前路）－永華市政中心（府前路） （順時針循環線） | 成大醫院（小東路）－小東路         |
| 77   | 原住民文化會館－仁德轉運站                                      | 成大醫院（小東路）                 |
| 902  | 府城汽車客運公司－香格里拉飯店                                  | 小東路（返程）                     |

- 幹支線公車[3]

| 編號 | 路線                                                     | 本路段公車站                         |
| ---- | -------------------------------------------------------- | ------------------------------------ |
| 綠17 | 安平工業區－大灣－新化                                   | 成功大學－高雄榮總臺南分院（小東路） |
| 橘12 | 麻豆轉運站－善化轉運站－臺南轉運站                       | 四份子－成功大學                     |
| 橘13 | 臺南轉運站－平實轉運站－麻豆轉運站                       | 小東路－高雄榮總臺南分院（小東路）   |
| 紅1  | 臺南轉運站－太子廟－歸仁－關廟轉運站                     | 小東路－成功大學                     |
| 紅2  | 西門健康立體停車場／臺南轉運站－大灣－上崙仔－關廟轉運站 | 成功大學－高雄榮總臺南分院（小東路） |